# راي س. هنت
راي س. هنت (بالإنجليزية: Ray C. Hunt)‏ هو عسكري فلبيني، ولد في 1920، وتوفي في 17 يونيو 1996.